# Lockdown (2008)
Lockdown 2008 fue la cuarta edición de Lockdown, un evento pago por visión anual de lucha libre profesional producido por Total Nonstop Action Wrestling. El evento tuvo lugar el 13 de abril de 2008 en el Tsongas Arena en Lowell, Massachusetts. La canción oficial fue "Nothing to Lose" de Operator.

## Resultados
- Jay Lethal derrotó a Curry Man, Sonjay Dutt, Johnny Devine, Shark Boy y Consequences Creed en un Xscape Match reteniendo el Campeonato de la División X
  - Devine cubrió a Dutt con un "Roll-Up".
  - Creed cubrió a Shark Boy después de un "Creed-DT".
  - Curry Man cubrió a Creed después de un "Spike Rack".
  - Devine cubrió a Curry Man después de un "Devine Intervention".
  - Lethal ganó escapando de la estructura.
- Roxxi Laveaux derrotó a Angelina Love, Velvet Sky, Salinas, Rhaka Khan, Traci Brooks, Christy Hemme y Jacqueline en un Six Sides of Steel ganando una oportunidad por el Campeonato Mundial Femenino de la TNA
  - Angelina Love y Roxxi Laveaux lograron entrar a la estructura.
  - Roxxi cubrió a Angelina después de un "Voodoo Drop".
- B.G. James derrotó a Kip James en un Six Sides of Steel
  - B.G. cubrió a Kip con un "Roll-Up".
  - Después de la lucha, B.G le ofreció a mano a Kip, pero éste lo golpeó.
- Super Eric & Kaz derrotaron a Motor City Machine Guns (Chris Sabin & Alex Shelley), Latin American Xchange (Homicide & Hernández), Scott Steiner & Petey Williams, The Rock 'n Rave Infection (Lance Hoyt & Jimmy Rave) y Black Reign & Rellik en un Cuffed in the Cage Match
  - Super Eric esposó a la celda finalmente a Black Reign, ganando la lucha.
- Gail Kim & O.D.B derrotaron a Awesome Kong & Raisha Saeed en un Six Sides of Steel
  - O.D.B cubrió a Saeed después de un "Hurricanrana" desde lo alto de la celda por parte de Kim.
- Booker T & Sharmell derrotaron a Robert Roode & Payton Banks en un Six Sides of Steel
  - Sharmell cubrió a Banks con un "Roll-Up".
- Team Cage (Christian Cage, Kevin Nash, Rhino, Sting & Matt Morgan) derrotó al Team Tomko (Tomko, A.J. Styles, Brother Devon, Brother Ray & James Storm) (con Jacqueline) en el Lethal Lockdown Match
  - Rhino cubrió a Storm después de un "Gore".
- Samoa Joe derrotó a Kurt Angle en un Six Sides of Steel ganando el Campeonato Mundial Peso Pesado de la TNA
  - Joe cubrió a Angle después de un "Muscle Buster".
  - Si Joe perdía, debía retirarse de la lucha libre profesional.

## Otros roles
Comentaristas en inglés
- Mike Tenay
- Don West
- Frank Trigg - Durante el main event.

Comentaristas en Español
- Héctor Guerrero
- Willie Urbina

Anunciadores
- Jeremy Borash
- David Penzer

Entrevistadores
- Jeremy Borash
- Lauren Thompson

Invitados especiales
- Kid Rock
- Mickey Rourke
- Nicole Scherzinger

Árbitros
- Earl Hebner
- Rudy Charles
- Mark "Slick" Johnson
- Andrew Thomas